# Акин, Леван
Лева́н Аки́н (род. 14 декабря 1979, Тумба) — шведский режиссёр и сценарист.

## Биография
Родился в семье грузин, переехавших в Швецию из Грузинской ССР в 1960-е годы. Ежегодно возвращался в Грузию вместе со своей сестрой на летние каникулы, изучал грузинскую культуру и грузинский язык.
Начал свою карьеру как помощник режиссёра на шведском телеканале «Sveriges Television». В 2007 году работал в «Studio 24» над постановкой фильма Роя Андерссона «Ты, живущий».
В 2008 году состоялась премьера его первого фильма «Последние вещи» (совместно с продюсером Эрикой Старк), в 2007—2012 годах — премьера нескольких сериалов, в 2011 году — премьера первого полнометражного фильма «Катинкас калас». Фильм рассказывает о группе друзей, отмечающих день рождения одного из них. Трое актёров этого фильма были номинированы на премию «L’Oréal Paris Rising Star», одна актриса — также на премию «Золотой жук» в номинации «Лучшая женская роль второго плана».
В 2019 году на «Двухнедельнике режиссёров» Каннского кинофестиваля состоялась премьера третьего фильма Акина «А потом мы танцевали», где он получил пятнадцатиминутные овации. Фильм рассказывает о молодом грузинском танцоре Мерабе, который влюбляется в другого танцора из своей группы. Фильм вызвал протесты в Грузии и в то же время получил множество наград.

## Фильмография

### Полнометражные фильмы
- 2011 — «Катинкас калас»
- 2015 — «Круг»
- 2019 — «А потом мы танцевали»
- 2024 — «Пересечение»

### Короткометражные фильмы
- 2008 — «Последние вещи»

### Телевизионные проекты
- 2007 — «Лабиринт мобильного эпизода»
- 2008—2010 — «Вторая авеню» (10 эпизодов)
- 2009 — «Жизнь в Фагервике» (3 эпизода)
- 2011 — «1790 год» (3 эпизода)
- 2012 — «Настоящие люди» (20 эпизодов)
- 2022 — «Интервью с Вампиром» 1 сезон (2 эпизода)
- 2024 — «Интервью с Вампиром» 2 сезон (4 эпизода)

## Признание
- 2008 — награда Гамбургского кинофестиваля за короткометражный фильм «Последние вещи» (совместно с продюсером Эрикой Старк)[6].
- 2008 — награда Гамбургского кинофестиваля за короткометражный фильм «Последние вещи» (совместно с продюсером Эрикой Старк)[6].
- 2019 — премия «Лучший фильм», а также Гран-при Одесского кинофестиваля за фильм «А потом мы танцевали»[15].
- 2019 — премия «Лучший художественный фильм» фестиваля «Iris Prize» за фильм «А потом мы танцевали»[16][17].
- 2020 — показ фильма «А потом мы танцевали» в разделе «В центре внимания» фестиваля «Сандэнс»[18].
- 2020 — премия «Золотой жук» в номинациях «Лучший фильм» и «Лучший сценарий»[19][20][21].
- 2020 — «А потом мы танцевали» — претендент на премию «Оскар» за лучший фильм на иностранном языке от Швеции на 92-й церемонии вручения наград[22][23].